# Пхобджика
Пхобджика (дзонг-кэ ཕོབ་སྦྱིས་ཁ) — глубокая П-образная долина в центральном Бутане, популярная туристическая достопримечательность.
В долине расположен буддийский монастырь XVII века Гангтей-гомпа, в зимний сезон её посещают грациозные черношейные журавли.
Неизвестно, как долина получила свое нынешнее название. Она расположена на высоте около 3000 метров над уровнем моря на западной стороне у Чёрных гор, которые разделяют западный и центральный Бутан. Кроме монастыря Гангтей-гомпа, в долине находится один из восьми лакхангов, построенных великим буддийским святым Лонгченпой, который называется Lhoma Ngönlung. Через эту долину протекают реки Nake Chuu и Phag Chuu.
В зимние месяцы долина покрывается снегом, и местные жители съезжают в более тёплые места на январь и февраль. Минимальная температура, зарегистрированная в декабре, составляет -4,8 °C; максимальная температура, зарегистрированная в августе, составляет +19,9 °C. Количество осадков колеблется от 1472 до 2189 миллиметров в год.
В долине Пхобджика проживает около более 4500 человек (сообщается о 4716). В зимний сезон, когда долина покрывается снегом, часть населения долины, включая монахов, переезжает в более тёплые места в районе города Вангди-Пходранг, расстояние до которого по дороге составляет около 60 километров.